# ROPID

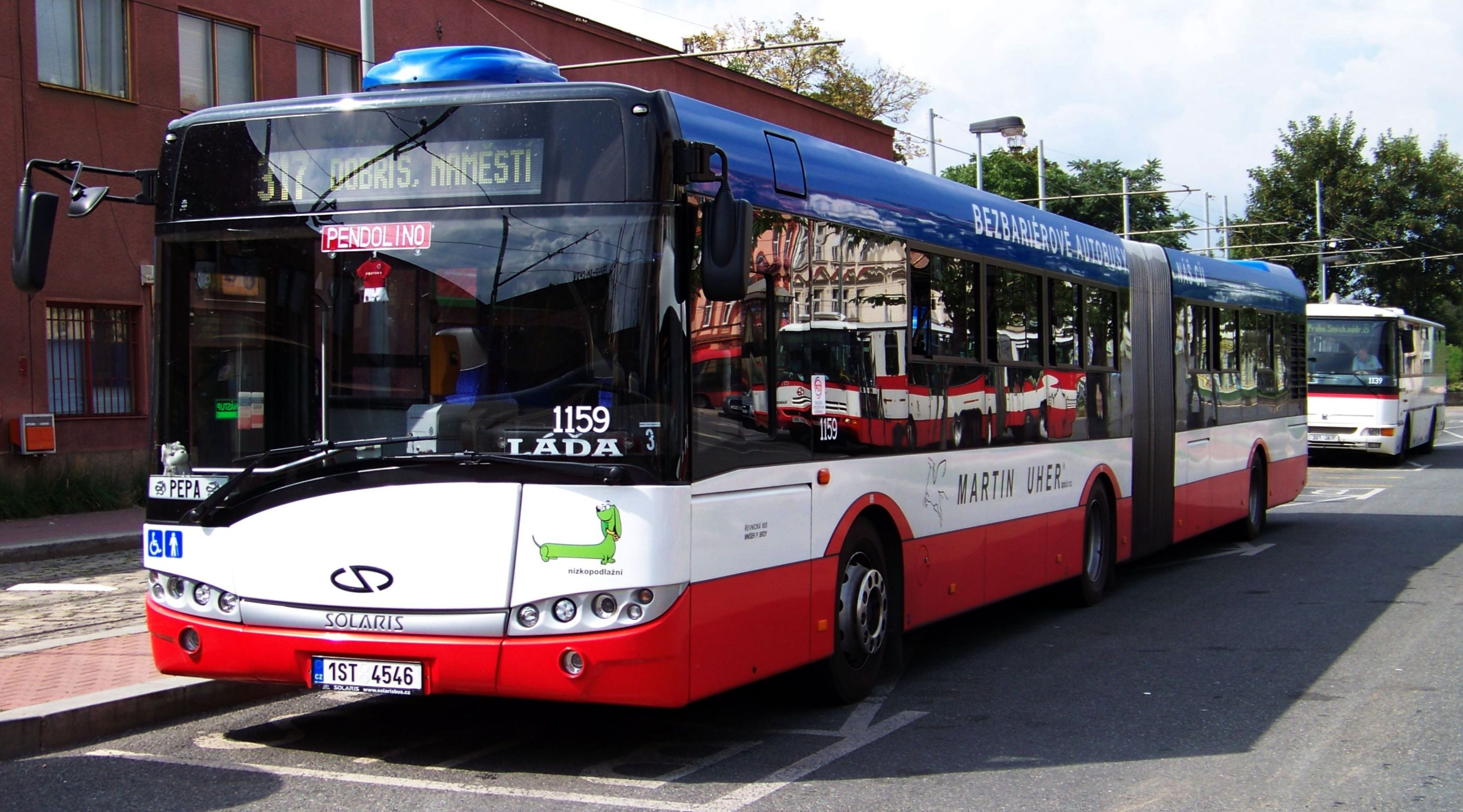
Autobus dopravce Martin Uher spol s r. o. v jednotném nátěru systému PID dle požadavku ROPID

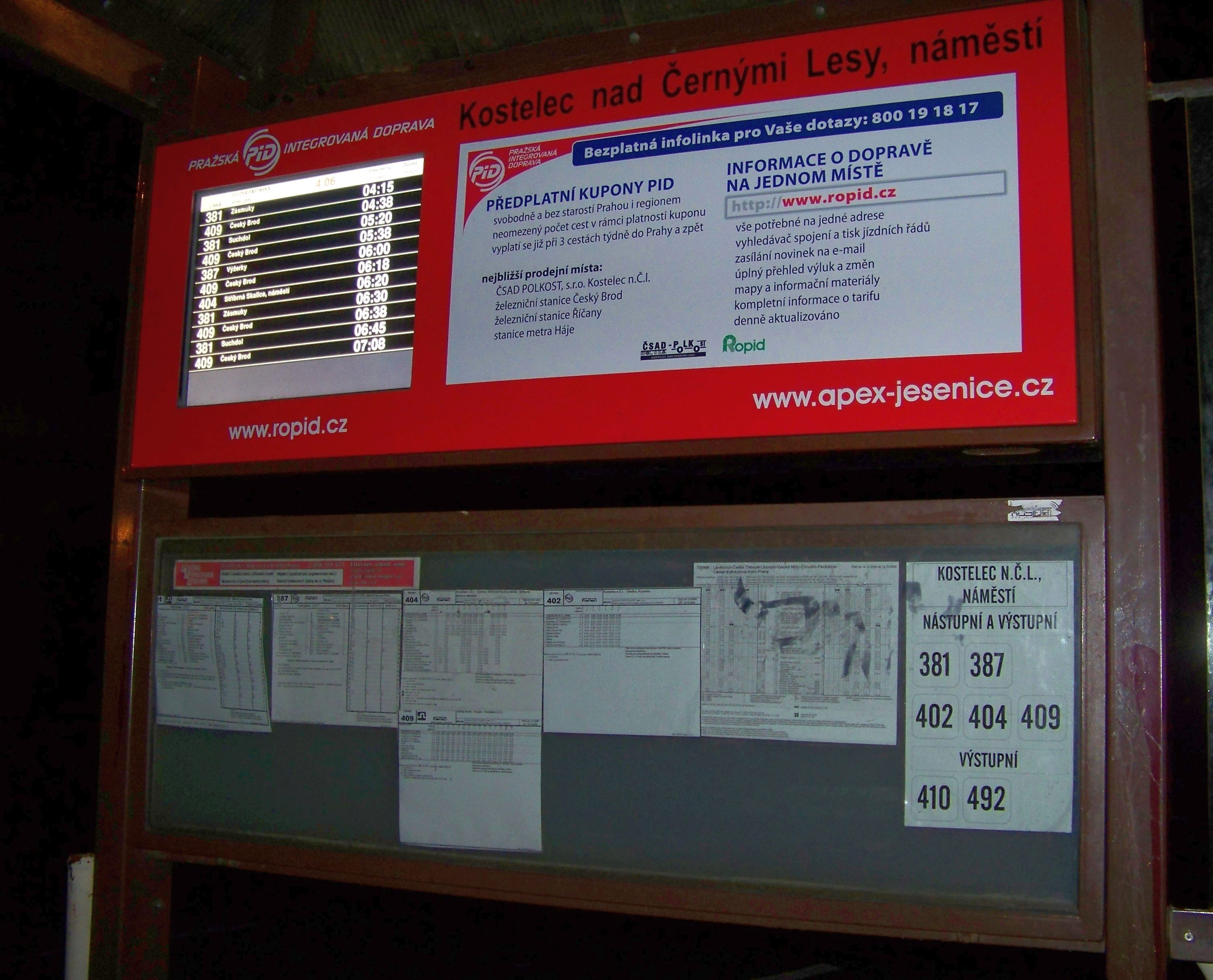
Informační tabule PID v Kostelci nad Černými lesy

Regionální organizátor pražské integrované dopravy, p. o. (IČ 60437359, zkráceně ROPID) je příspěvková organizace hlavního města Prahy, založená k 1. prosinci 1993. Jejím úkolem jsou odborné organizační a kontrolní činnosti při rozvoji a zajišťování Pražské integrované dopravy. ROPID sídlí v ulici Rytířské v centru Prahy a má okolo sta zaměstnanců. ROPID je členem České asociace organizátorů veřejné dopravy.

## Vznik

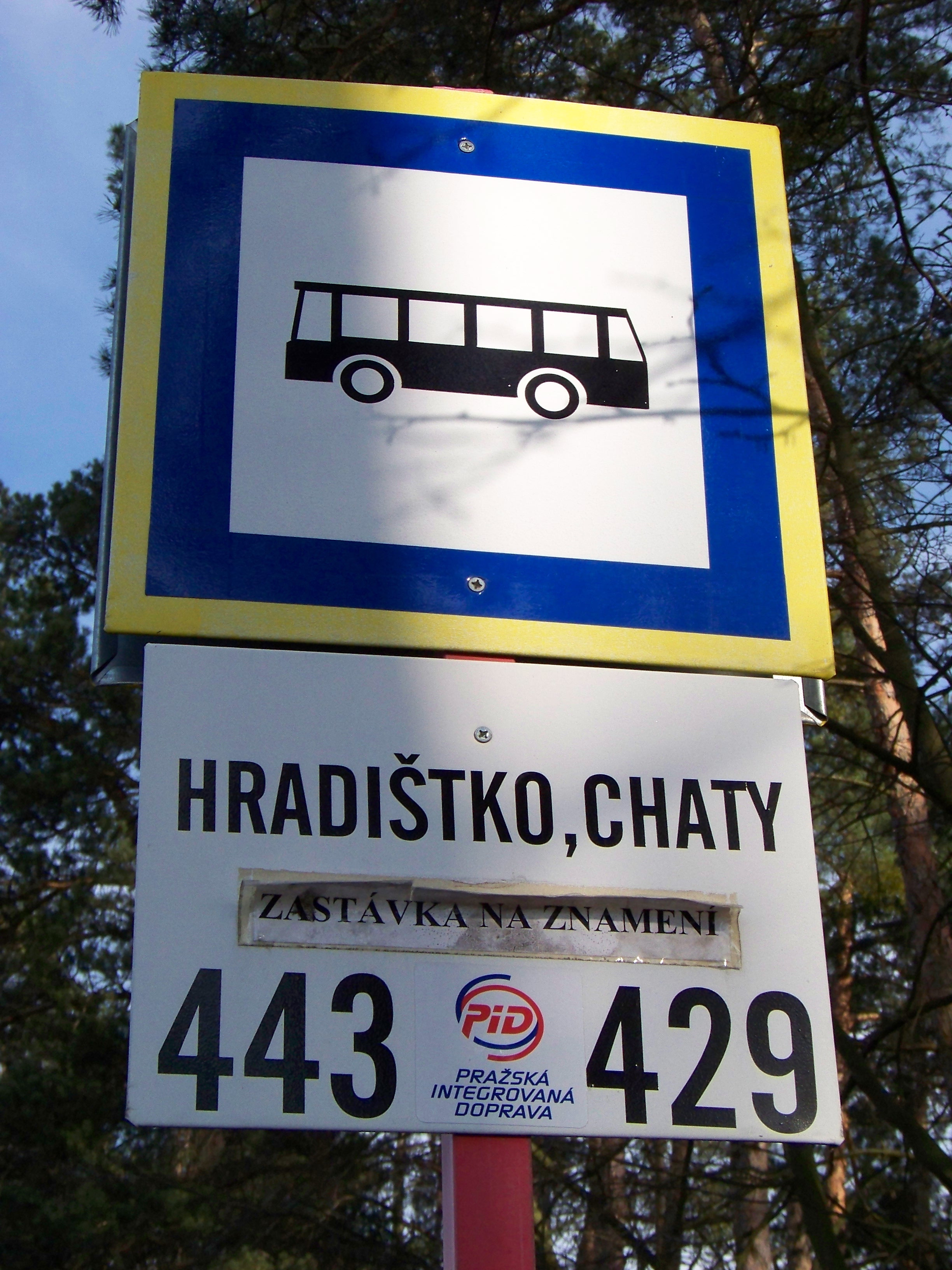
Označení autobusové zastávky PID

Začátkem 90. let 20. století byly zvažovány různé modely, jak organizovat integrovaný systém veřejné dopravy v pražské aglomeraci. Dosavadní model víceméně monopolního dopravce vlastněného městem, které je zároveň objednatelem služeb, přestal vyhovovat v situaci, kdy do systému začali přibývat další dopravci i další objednatelé.
Jedním z modelů je, že veškerá projekční a organizační činnost probíhá u orgánu samosprávného celku s přenesenou působností státní správy v rámci licenčních řízení. Podobným způsobem později začal vytvářet Středočeský kraj systém Středočeské integrované dopravy a tomuto systému jsou nejlépe přizpůsobeny zákony o silniční dopravě a o dráhách. Jiným modelem je, že hlavní odbornou a organizační práci provádí dominantní dopravce nebo svaz dopravců. Tímto způsobem Dopravní podnik hl. m. Prahy organizoval dopravu před vznikem ROPIDu a vnitroměstskou dopravu tak z velké části připravuje i nyní. Dopravci v PID ve specifickém svazu sdruženi nejsou, ale pro některé dopravce smluvně některé jejich činnosti zajišťuje Ropid (tvorba jízdních řádů a informační služby) a Dopravní podnik hl. m. Prahy pro ostatní dopravce (vydávání jízdenek, dispečerská služba na území Prahy, informační střediska, správa zastávek a vybavení obratišť v Praze). Jiným možným modelem je tzv. sdružení investorů (obcí, samosprávných celků, státních orgánů); tak tomu je i dnes v některých zemích Západní Evropy. Zřizovatelem Ropidu je pouze město Praha a po přenesení odpovědnosti za veřejnou dopravní obslužnost z okresů na kraje se zvýraznil problém, že Středočeský kraj nemá na organizaci ROPID a na rozvoj dopravy v části svého území dostatečný vliv; Praha v roce 2008 uvažovala o přeměně ROPIDu na obchodní společnost s podílem dalších veřejnoprávních subjektů. Otázka propojení obou integrovaných systémů na území Středočeského kraje a jeho vztahu k PID zůstává zatím nedořešená.

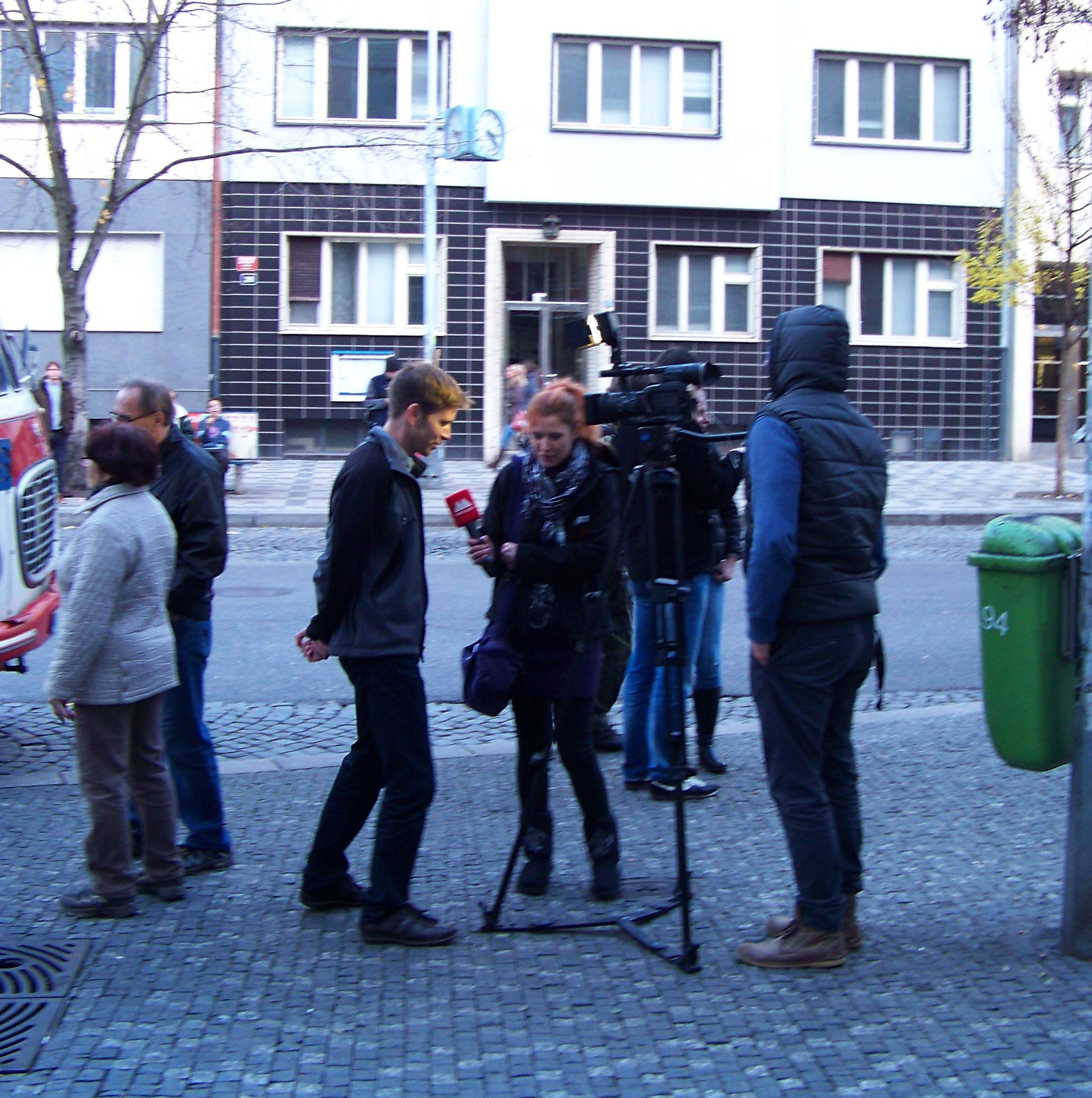
Interview Metropol TV s mluvčím organizace ROPID v listopadu 2013 u příležitosti oslav 20. výročí organizace

Organizace vznikla 1. prosince 1993 na návrh zastupitele Petra Štěpánka usnesením Zastupitelstva hl. m. Prahy. Za iniciátora založení ROPIDu a vzniku PIDu se označuje Pavel Holba, v té době radní a náměstek primátora.

## Činnost
Do náplně činnosti organizace ROPID patří:
- vytváření, rozvíjení a udržování systému Pražské integrované dopravy v Praze a okolí, včetně návazností na jiné systémy (vedení linek, přestupní návaznosti atd.), vytváření zásad a standardů dopravní obsluhy a jejich aplikace v závislosti na dostupných finančních zdrojích a jejich projednání s obcemi, okresními úřady a dopravci
- výběr dopravců, uzavírání smluv o závazku veřejné služby jménem města Prahy k zajištění provozu PID s dotčenými obcemi, Středočeským krajem a dopravci a kontrola jejich plnění
- organizace finančních toků v systému PID, návrh tarifu a jízdného v systému PID
- zajištění jednotnosti informačního systému PID (a rozvoje telematických systémů, sledování polohy vozidel, řízení dopravy atd.)

Rada hlavního města Prahy v červenci 2019 schválila převod správy a provozování nácestných zastávek a autobusových terminálů v Praze z TSK na ROPID. ROPID tak má začít zajišťovat informační servis na terminálech Černý Most, Zličín, Na Knížecí, Roztyly a Želivského, v terminálech Zličín a Černý Most i dispečerskou službu. Zároveň má ROPID převzít všechny ostatní zastávkové označníky ve vlastnictví TSK (cca 120 modrých i červených označníků). Cílem má být zlepšit informování cestujících na zastávkách, podobu jednotlivých zastávek a celkové zázemí i komfort na jednotlivých autobusových terminálech. ROPID má služby převzít od 1. září 2019.

## Vedení a organizační uspořádání

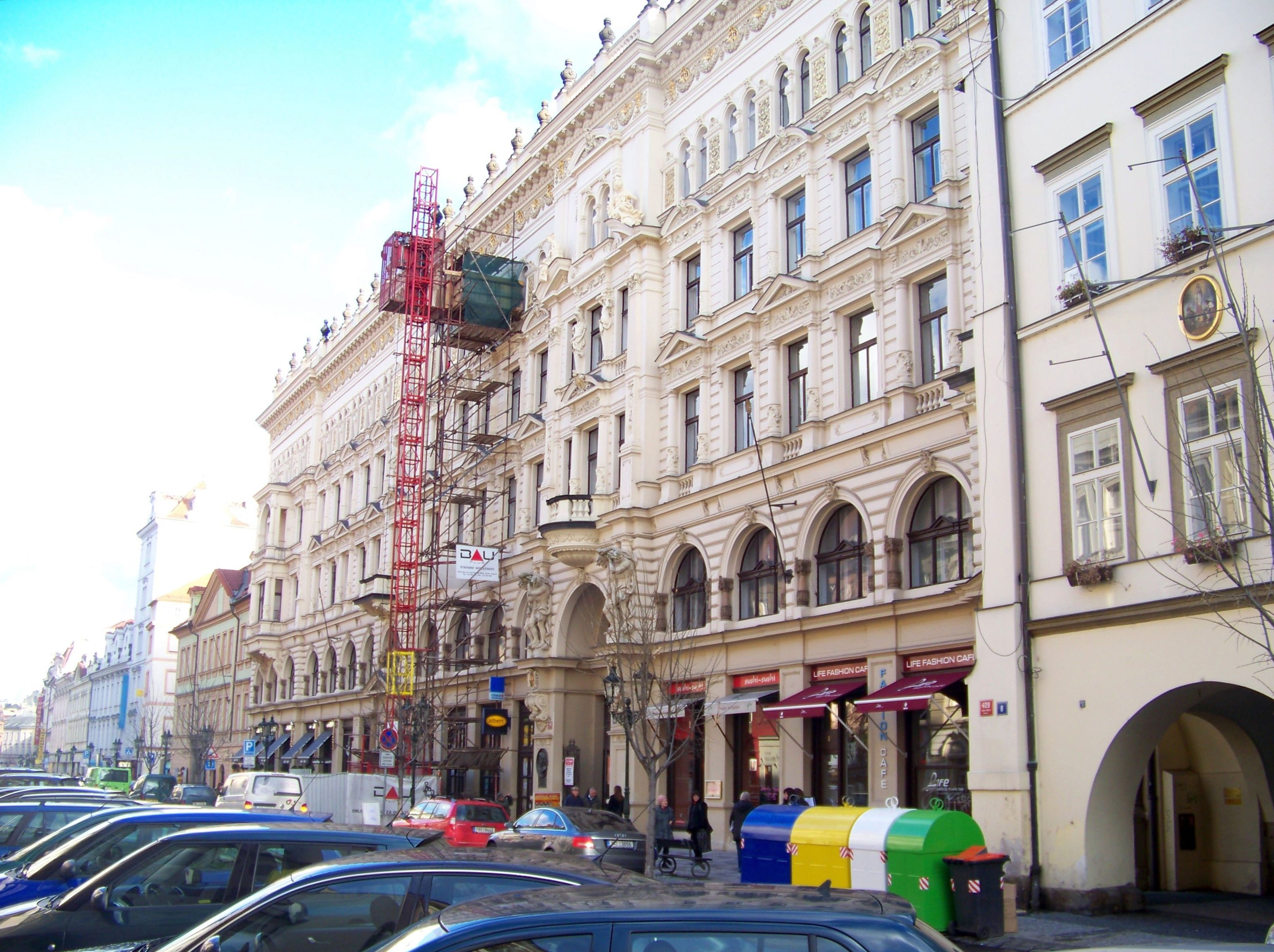
Budova Staroměstské tržnice v Rytířské ulici čo. 10, v jejímž 5. patře má ROPID své sídlo. Zvenčí na budově není sídlo nijak vyznačeno.

V červenci 2000 a až do roku 2007 měl ROPID tyto organizační složky:
- odbor ekonomie dopravy
- odbor ekonomicko-provozní
- odbor informatiky
- odbor rozvoje systému
- odbor projektování dopravy (cca v roce 2004 přejmenován na odbor organizování dopravy, v první polovině roku 2007 přejmenován na odbor organizace dopravy[3])
- odbor smluvní kontroly (cca v roce 2001 přejmenován na odbor smluvního zajištění a kontroly[4])
- samostatné oddělení přepravních průzkumů (v roce 2007 odbor přepravních průzkumů[3])

K 1. lednu 2008 došlo na základě auditu ke změně kompetencí a personálního obsazení útvarů. Z dosavadních 7 odborů bylo vytvořeno 5, asi po roce se počet změnil na 6. Vznikl zcela nový odbor marketingu, do nějž byla zpočátku převedena agenda smluvní kontroly a přepravních průzkumů, asi po roce opět vyčleněná do nového odboru kvality služeb. V souvislosti s ukončením expanze PID byly dosavadní odbory rozvoje systému a organizace dopravy přeměněny ve dvě oddělení jednoho odboru. Smluvní agenda byla oddělena od smluvní kontroly a převedena do útvaru ekonomiky dopravy. Výsledná struktura vypadá takto:
- OEK, odbor ekonomiky (zabývá se tvorbou tarifu, dělbou tržeb, smluvním zajištěním a vyúčtováním s vnějšími partnery)
- ODČ, odbor dispečerské činnosti (koordinační dispečink PID)
- OMD, odbor městské dopravy (plánování sítě PID a příprava provozu PID v Praze)
- OPD, odbor příměstské dopravy (plánování sítě PID a příprava provozu PID ve Středočeském kraji, vybrané linky)
- OMA, odbor marketingu (informuje o změnách v dopravě, vyřizuje podněty a stížnosti, propaguje PID)
- OKS, odbor kvality služby, zřízen někdy kolem přelomu let 2008 a 2009 vyčleněním z odboru marketingu (stanovuje standardy kvality služby, provádí přepravní průzkumy a kontrolu dopravců)
- OTRP, odbor technického rozvoje a projektů (technická funkce PID, rozvoj informačních technologií, nahrávání dat dopravcům, správa vnitřní počítačové sítě)
- OZP, odbor zastávkové péče (zastávková služba PID a smluvní zajištění provozu vybraných autobusových zastávek a terminálů)

Na rok 2010 byl na základě výsledků auditu přepočtený počet zaměstnanců navýšen ze 43 na 51. Byly posíleny odbor plánování a odbor kvality služeb. Zároveň byla od 1. ledna 2010 činnost rozšířena o výkon zastávkové služby pro některé z dopravců.
Prvním ředitelem organizace byl Ing. Zdeněk Strádal. Následně doc. Ing. Karel Kavalec, CSc. a Ing. Jiří Prokel, který se 11. prosince 2007 vzdal funkce ke dni 31. prosince 2007 (v organizaci nadále působil ve funkci zástupce ředitele pro ekonomiku a technický rozvoj). Organizace ROPID v tiskovém prohlášení z ledna 2008 uvedla, že jmenování nového ředitele předpokládá v 1. čtvrtletí 2008 a že do té doby zastupuje funkci ředitele Pavel Procházka. Dne 5. února 2008 Rada hlavního města Prahy schválila pověřit řízením Pavla Procházku. Radní Radovan Šteiner v březnu 2008 do doby transformace ROPIDu nepovažoval za nezbytné jmenovat ředitele stávající příspěvkové organizace a nepředpokládal, že ke jmenování dojde. Po zvolení dr. Ratha středočeským hejtmanem k transformaci ROPIDu zatím nedošlo a ředitel organizace dalších 7 let nebyl jmenován.
V letech 1994–2007 působil jako vedoucí oddělení, později odboru projektování PID Ing. František Mráček, který po odchodu z ROPIDu až do roku 2009 působil v soukromém autobusovém dispečinku CDAP. Za jeho působení ROPID navrhl a zavedl rozsáhlý systém asi 150 příměstských linek PID, který už poté vzhledem k politice Středočeského kraje a vzniku SID nebyl výrazněji rozšiřován. Tomáš Janda a František Mráček se po svém odchodu z ROPIDu stali aktivními kritiky jeho činnosti a zveřejnili několik studií a článků kritizujících další vývoj projektování dopravy. František Mráček se stal vedoucím oddělení veřejné dopravy Krajského úřadu Středočeského kraje a podle mluvčí kraje upozornil na problémy s ROPIDem, které vedly k tomu, že kraj plošně vypověděl smlouvy s dopravci a ROPIDem, což fakticky znamená vytlačení PID se Středočeského kraje a jeho nahrazení systémem SID.
V červnu 2012 zahájil ROPID v objektu stanice metra Letňany zkušební provoz koordinačního dispečinku Pražské integrované dopravy. Dispečink má operativně řešit návaznosti mezi spoji jednotlivých dopravců a shromažďuje i data automatického sledování polohy vozidel, na základě kterých je pak hodnoceno dodržování jízdního řádu. České dráhy a Dopravní podnik hl. m. Prahy zatím do systému nebyly zapojeny, ale data od nich měl podle mluvčího ROPIDu dispečink začít dostávat nejpozději od konce roku 2012.
16. prosince 2014 rada HMP usnesením č. 3046 rozhodla o vyhlášení výběrového řízení na funkci ředitele/ředitelky ROPID. Předsedou výběrové komise byl určen náměstek primátorky hl. m. Prahy Petr Dolínek (ČSSD), členkami jsou předsedkyně výboru pro dopravu a evropské fondy ZHMP Jarmila Bendová a ředitelka odboru rozvoje a financování dopravy MHMP Monika Mandová. Od uchazečů je vyžadováno magisterské vzdělání (bez specifikace oboru). Mezi prvními požadovanými schopnostmi byla zkušenost s řízením změn a s tvorbou koncepčních a strategických dokumentů. Jedním z požadavků bylo předložení koncepce rozvoje PID včetně návrhů na zlepšení a integraci veřejné dopravy v Praze a Středočeském kraji. Termín pro podání přihlášek byl do 16. ledna 2015. Přihlášku podalo 19 uchazečů, z toho jedna byla podaná po stanoveném termínu a dva další uchazeči byli později vyloučeni, protože nesplňovali kvalifikační podmínky. Hospodářské noviny se dopátraly, že kandiduje například Pavel Procházka[nepřesný odkaz], Martin Šubrt či Petr Šlegr. Magistrátní mluvčí 19. ledna uvedla, že teprve na základě posouzení podaných přihlášek komise rozhodne, zda bude výběrové řízení pokračovat ústní částí, a proto nelze předjímat ani kolik kol výběrového řízení proběhne, ani kdy bude vybrán nový ředitel. První kolo výběrového řízení se konalo v pátek 23. ledna 2015. Na svém druhém jednání v úterý 10. února komise podrobně posoudila životopisy uchazečů a jimi zpracované koncepce a vybrala 5 finalistů, kteří měli na třetí jednání přijít prezentovat své záměry, přičemž jejich koncepce komise nechala anonymně (pod čísly) posoudit děkanem dopravní fakulty ČVUT prof. Dr. Ing. Miroslavem Svítkem. Podle Aktuálně.cz je jedním z finalistů Jaroslav Stůj. 20. února 2015 se komise s finalisty na třetím jednání osobně seznámila a protože se na výběru neshodla, dohodla se, že výběrové řízení bude pokračovat dalším kolem. Podle článku Hospodářských novin z 10. února 2015 radní Dolínek očekával, že jméno nového ředitele bude známo do konce února. 20. února musel radní Dolínek opustit svůj původní záměr seznámit radu města s výsledkem na jejím jednání v úterý 24. února. 17. března 2015 radní Dolínek oznámil, že podal radě města návrh na zrušení výběrového řízení, protože prý žádný z uchazečů v rámci ústního jednání nenaplnil představy komise. Požádal kolegy, aby v tomtéž jednacím tisku byl návrh na zrušení výběrového řízení a zároveň návrh na současné vypsání nového výběrového řízení.
24. března 2015 rada hlavního města Prahy usnesením č. 609 vyhlásila nové výběrové řízení na výběr ředitele s tím, že nabídky mohou být podávány do 24. dubna 2015. Požadavky na uchazeče uvedené v oznámení o výběrovém řízení byly ve druhém řízení zcela shodné jako v předchozím řízení. V oznámení prvního i druhého řízení bylo uvedeno, že vyhlašovatel si vyhrazuje právo výběrové řízení zrušit kdykoli v jeho průběhu bez udání důvodů. 29. dubna 2014 náměstek Dolínek oznámil, že do druhého výběrového řízení se přihlásilo 20 uchazečů, z toho 8 bylo vyloučeno pro nesplnění podmínek. Ústní pohovory se zbylými dvanácti uchazeči se mají uskutečnit v první polovině května. Lidové noviny 11. června 2015 zveřejnily zprávu, že podle jejich informací komise již v polovině května vybrala sociálního demokrata Ing. et Ing. Petra Tomčíka (vystudoval dopravní fakultu ČVUT a Masarykův ústav vyšších studií tamtéž), zastupitele v městské části Praha-Dubeč (v roce 2014 kandidoval za ČSSD jako 33letý projektant dopravních staveb), předsedu Moravskoslezského svazu výrobců a dovozců elektroniky (a ředitele břeclavské společnosti OFO – recycling s.r.o.) a syna někdejšího pražského radního, přičemž autor článku předpokládal, že v úterý (neuvedl však, které) by vybraného uchazeče měla městská rada jmenovat do funkce. Petr Tomčík i členové výběrové komise se odmítli redaktorovi ke zprávě vyjádřit. Pro iDnes.cz se 11. června odmítl vyjádřit i radní Petr Dolínek. 23. června 2015 rada města Petra Tomčíka do funkce jmenovala.

## Snahy o reformu či nahrazení
Městský radní Radovan Šteiner v březnu 2008 v odpovědi na interpelaci uvedl, že se Praha velmi intenzivně snaží o zapojení Středočeského kraje do fungování a vlastnické struktury ROPIDu, přičemž prohlásil za logické a správné, aby Středočeský kraj a jednotlivá města a obce měly možnost se na řízení této organizace podílet, v ideálním případě být i spoluvlastníky Ropidu. V této souvislosti naznačil nutnost přeměny ROPIDu z příspěvkové organizace na obchodní společnost. Přitom Šteiner zmínil, že do společného fungování jistě bude chtít promluvit reprezentace zvolená v krajských volbách v listopadu 2008, přičemž pokud by to byl „pan dr. Rát, který by toto záležitosti řešil“, mohlo by to podle Šteinera zkomplikovat definitivní podobu Ropidu a jeho managementu na několik dalších let, ne-li na celé příští volební období. Po volbách byl zvolen středočeským hejtmanem David Rath, myšlenka na transformaci ROPIDu se již neobjevovala a k integraci systémů PID a SID nebyla vydána žádná výraznější prohlášení.
Na konferenci Integrované dopravní systémy, pořádané Sdružením dopravní telematiky ve Žďáru nad Sázavou dne 20. května 2014, prezentoval vedoucí technicko-provozního odboru ROPID Ing. Radim Vysloužil projektový záměr ROPIDu na léta 2014–2020, podle kterého by centrální dispečink ROPID měl převzít řízení dopravy pro celý kraj, přičemž by měl být rozšířen systém sledování vozidel v reálném čase, informační prvky ve vozidlech i zastávkách, cca 2000 autobusů a 550 křižovatek by mělo být vybaveno zařízením pro preferenci autobusů na semaforech, měly by být instalovány samoobslužné kiosky pro prodej jednotlivých i časových jízdenek, akceptující i bankovní karty, železniční zastávky a autobusy v kraji by měly být vybaveny označovači jízdenek
Rada hlavního města Prahy schválila 17. února 2015 vznik řídící rady nového integrovaného dopravního systému. Město Praha očekává o Středočeského kraje, že vznik této řídicí rady také schválí a jmenuje do ní své zástupce. Členy řídící rady mají být zástupci politických reprezentací obou krajů, zástupci organizace ROPID a Odboru dopravy Krajského úřadu Středočeského kraje a nezávislí odborníci. Řídicí rada má stanovit konkrétní parametry nového IDS, harmonogram integračních etap a založení nového organizátora dopravy, ve kterém budou zastoupeny oba kraje.
8. prosince 2015 Rada hlavního města Prahy přijala usnesení č. 2994 k integraci veřejné dopravy do jednoho společného IDS Prahy a Středočeského kraje, kterým schválila předložený dokument „Integrace veřejné dopravy v Praze a Středočeském kraji - II. etapa - Návrh základních parametrů společného IDS“. Rada města uložila předsedovi Řídící rady nového společného IDS Prahy a Středočeského kraje zahájit přípravy k založení společného organizátora IDS Prahy a Středočeského kraje a připravit ke schválení radám a zastupitelstvům obou krajů všechny kroky nutné k založení společného organizátora a spuštění společného IDS a zahájit přípravy realizace a postupné integrace a koordinace veřejné dopravy v Praze a Středočeském kraji do jednoho společného IDS. Řediteli organizace ROPID nařídila pokračovat ve spolupráci s Odborem dopravy Středočeského kraje pokračovat v přípravách III. etapy postupné integrace a koordinace. Oba kraje podle něj budou muset nejprve zadat zejména vypracování ekonomicko-právní analýzy, na jejímž základě se rozhodnou, jakou právní formu bude nová organizace mít. Následně budou připraveny konkrétní kroky nutné k jejímu založení a spuštění společného IDS. To budou muset schválit zastupitelé v obou krajích. Termín realizace v materiálu není, kontrolní termíny postupu jsou usnesením rady stanoveny na 31. prosince 2015 a 31. březen 2016.
V dokumentu byla zvolena kompromisní varianta pásmově-zónového tarifu, podle kterého v částech Středočeského kraje vzdálenějších od Prahy dojde k rozdělení pásmového tarifu sestávajícího ze soustředných kružnic na jednotlivé výseče pro zohlednění tangenciálních jízd, jako vzor použití takového systému je zmíněn vídeňský region (VOR – Verkehrsverbund Ost-Region). Čísla zón by byla maximálně dvojciferná, kde první číslice by vyjadřovala pásmo a druhá výseč. V přechodných obdobích integrace by se při dopravě přes hranici PID a SID uplatňoval zásadně lomený tarif, nikoliv souběh dvou tarifů na téže trase. Papírové jízdenky pro jednotlivou jízdu by byly neadresné, tedy vázané jen svou časovou a pásmovou/zónovou platností, u elektronických jednotlivých i předplatních jízdenek by se v autobusech mimo MHD evidovalo použití na konkrétních spojích.
Dokument vyjmenovává základní principy projektování dopravní obsluhy a koncepce rozvoje dopravní infrastruktury a načrtává harmonogram integrace podle oblastí, avšak bez konkrétních časových údajů:
- oblast Rudná – Beroun
- oblast Štěchovice – Sedlčany
- oblast Dobříš – Příbram
- oblast Kladno – Slaný – Rakovník
- oblasti Milovice – Lysá nad Labem; Poděbrady – Pečky
- oblast Nespeky – Benešov
- další části Středočeského kraje

„Harmonogram“ konstatuje pro jednotlivé oblasti stav integrace, požadavky na integraci, charakteristiku úspor z integrace a stav přípravy a náročnost přípravy. Jako nejpokročilejší je v něm zmiňována oblast Lysé a Milovic, pro kterou již byla provedena podrobná analýza. V oblastech Štěchovice – Sedlčany a Nespeky – Benešov již byla provedena základní analýza, ostatní oblasti jsou v počáteční fázi přípravy.
Kolem přelomu let 2016 a 2017 byla založena Integrovaná doprava Středočeského kraje jako příspěvková organizace Středočeského kraje, která faktickou činnost zahájila 1. dubna 2017 v úzké součinnosti s organizací ROPID. IDSK a ROPID od 1. ledna 2017 měly pracovat na společném pracovišti v Praze v Rytířské ulici a na přípravě společného IDS spolupracovat. Měly užívat společný software pro jízdní řády i s výstupy pro ekonomiku. IDSK převzala především dosavadní činnosti oddělení dopravní obslužnosti kraje na krajském úřadě, které se vznikem příspěvkové organizace zaniklo. Činností IDSK je především komplexní dopravní a ekonomická správa regionálních autobusových linek PID nezajíždějících do Prahy (řada 400), objednávka železniční dopravy na území kraje a správa linek SID a nezaintegrovaných autobusových linek. Systémové činnosti (marketing, přepravní průzkumy, standardy kvality, odbavovací systémy, technika) má zajištěné smluvně od ROPIDu. ROPIDu zůstala správa linek MHD v Praze a příměstských linek PID řady 300 a objednávky železniční dopravy v Praze. Souběžná existence dvou příspěvkových organizací byla označena za vývojový mezistupeň, aby mohl vzniknout jeden nový organizátor vlastněný oběma kraji. Zřízení druhého organizátora veřejné dopravy, příspěvkové organizace zřízené Středočeským krajem, bylo realizováno jako nejvhodnější řešení na základě právních analýz (protože nelze zřídit společného organizátora dopravy vlastněného oběma kraji) i s ohledem na časové limity dané výběrovými řízeními a harmonogramem integrace. Tento postup byl schválen dne 9. srpna 2016 Řídící radou IDS, přičemž samotné zahájení činnosti nové organizace proběhlo k 1. dubnu 2017.